# Dzika przyszłość (serial dokumentalny)
Dzika przyszłość (The Future is Wild) – serial popularnonaukowy, przygotowywany dla telewizji Animal Planet. Na jego podstawie wyprodukowano serial animowany. W przygotowywaniu programu w ciągu 5 lat brało udział 16 uczonych, m.in. Dougal Dixon, Richard Fortey i William Gilly.
Jest to 13-odcinkowy serial, w którym przedstawiane jest przyszłe życie na Ziemi, po wyginięciu człowieka, w trzech różnych okresach: za 5, 100 i 200 milionów lat. W Polsce serial emitowany był przez TVP2, premiera pierwszego odcinka Powrót Epoki Lodowcowej nastąpiła w dniu 11 kwietnia 2004 roku. W angielskiej wersji filmu w role narratora wcielił się Christian Rodska, natomiast w polskiej wersji językowej występuje dwóch narratorów: Krystyna Czubówna i Maciej Gudowski.

## Za 5 milionów lat
Po upływie 5 milionów lat na Ziemię powraca epoka lodowcowa. Wyginęło wiele ssaków, jak ludzie, większość drapieżnych, kopytnych i naczelnych oraz wszystkie walenie i płetwonogie. Cała Europa aż do Paryża pokryta jest lodem. Morze Śródziemne wyschło w wyniku zmian klimatycznych i zamknięcia Cieśniny Gibraltarskiej. Cieśnina została zamknięta wskutek zderzenia się Afryki z Europą. W Ameryce Południowej znikły lasy tropikalne, teraz na terenie Amazonii rozciągają się wielkie obszary trawiaste. W Ameryce Północnej pokrywa lodowa sięga aż do Chicago, na terenie Kansas istnieje zimna pustynia.

### Zwierzęta
- Głuptak wielorybi – fokopodobny potomek współczesnego głuptaka. Zajął nisze ekologiczne waleni po ich wymarciu. Osiąga ponad 3 metry długości. Utracił możliwość lotu, jego skrzydła zamieniły się w płetwy, a kończyny tylne w stery. Zwierzęta te jednak, aby złożyć jaja, muszą wyjść na ląd. Są one inkubowane między stopami głuptaka waleniowatego. W przypadku zagrożenia broni się zwróceniem pokarmu na wroga.
- Grzechoszczur preriowy – opancerzony gryzoń, potomek współczesnego aguti, pokryty pancerzem powstałym z przekształconych włosów. Umożliwia on mu krótkotrwałe przetrwanie pożaru i obronę przed napastnikami. Potrząsając łuskami pancerza odstrasza innych przedstawicieli swojego gatunku. Wszystkożerca, podkradający jaja mordokar.
- Grzechoszczur pustynny – inny, żyjący na pustyniach typ grzechoszczura, odżywiający się bulwami. W odróżnieniu od swego kuzyna posiada więcej sierści, co izoluje go przed zimnem.
- Kuna skalna – ssak z rodziny łasicowatych, potomek współczesnej kuny leśnej. Z powodu zaniku drzew jej ogon uległ redukcji, a ciało się wydłużyło. Zmiany te umożliwiły przeciskanie się między skałami. Odżywia się jajami kryptogada i maciornikami. Posiada krótkie, szablaste zęby z przodu pyska.
- Krypton – jaszczurka z „kołnierzem”, podobna do agamy kołnierzastej. W serialu jego przodkowie zostali określeni jako „afrykańskie jaszczurki”. Jego kołnierz służy do wabienia samic oraz łapania much solanek, które przyklejają się do niego. Samica po wybraniu samca dopuszcza go do siebie, jeśli podczas biegu nie pozostanie z tyłu. Kryptogad potrafi szybko biegać na dwóch kończynach. Jaja składa między skałami, gdyż na soli by wyschły.
- Świszczur – wędrowny potomek świstaka, wielkości owcy. Jest on większy od swego przodka, przez co wolniej traci ciepło, a jego ciało pokryte jest gęstym futrem. Żyje w stadach i pada ofiarą osacznika śnieżnego.
- Skrob – wszystkożerny, żyjący na terenach skalistych potomek współczesnego dzika. Żyje w niewielkich grupkach. Jego wydłużone kończyny umożliwiają sprawne poruszanie się między skałami. Z powodu niewielkiej ilości pokarmu skarłowaciał. Pada ofiarą kraskauny.
- Karakile – drapieżne, nielotne ptaki, potomkowie współczesnych karakar, polują stadami. Jego krótkie skrzydła kończą się pazurami, a grzebień piór na głowie służy do porozumiewania się. Mordokary są czołowymi drapieżnikami południowoamerykańskich prerii. Składają jaj do jednego gniazda, co zapewnia bezpieczeństwo.
- Śnieżny tropiciel – potomek współczesnego rosomaka. Z jego paszczy wystają szablaste kły – podobne do tych spotykanych u gorgonopsów, tygrysów szablastozębnych i niektórych torbaczy (konwergencja). Umożliwiają one szybkie zabicie kudłoszczura. Pokryty białym futrem, zapewniającym wśród śniegów kamuflaż.
- Pawiakari – rybożerna małpa, potomek współczesnego uakari, ostatni ssak naczelny na świecie. Plecie koszyki, w które łapie ryby. Żyje w stadach. Jej kończyny znacznie się wydłużyły, co jest przystosowaniem do wędrówek po stepach. Pada ofiarą mordokar.
- Spink – kretopodobny, żyjący pod ziemią potomek współczesnych przepiórek. Żyje w systemie kastowym, podobnym do tego spotykanego u mrówek. Jego przodkowie dotarli pod ziemię w celu uniknięcia zimna panującego na powierzchni. Jego tępy dziób umożliwia przebijanie się przez ziemię, a przekształcone w łopaty skrzydła służą do kopania. Wychodzi na powierzchnię wyłącznie w nocy, co zmniejsza ryzyko upolowania przez zgonołowy.
- Kosy śmierci – mięsożerne, aktywne w dzień nietoperze, potomkowie współczesnych wampirów. Polują na niewielkie zwierzęta jak wierciki. Gonołowy po powrocie z polowania karmią tych przedstawicieli swego gatunku, którzy zostali w „domu”. Zajmuje nisze ekologiczne ptaków drapieżnych.
- Muchy solanki – żyjące w wielkich chmarach pustynne owady, zostały „zagrane” przez prawdziwe muchy. Są pożywieniem kryptogadów.
- Niezidentyfikowane małe ryby, „zagrane” przez prawdziwe zwierzęta. Żyją w stawach, często wpadają w pułapki zastawione przez pawiakari.

## Za 100 milionów lat
W wyniku podwyższonej aktywności wulkanów do atmosfery dostały się ogromne ilości gazów cieplarnianych, które spowodowały podwyższenie się temperatury na całym globie i roztopienie się lodowców. W następstwie roztopienia się lodowców powstały płytkie morza i rozległe mokradła. Antarktyda w wyniku ruchów tektonicznych przesunęła się do strefy równikowej, przez co teraz porastają ją bujne lasy tropikalne. Australia zderzyła się z Azją i Ameryką Północną, co doprowadziło do powstania wielkiej wyżyny, która sięga 10 km n.p.m. Wyginęły wszystkie koralowce (ich miejsce zajęły algi) oraz większość ssaków. Dochodzi do wielkiego wymierania gatunków roślin i zwierząt.

### Zwierzęta
- Bagnica – ośmiornica żyjąca na lądzie i w wodzie. Wykorzystuje jedną z bagiennych roślin w celu wychowu młodych. Potrafi pełzać po lądzie. Jest wyposażona w jad mogący zabić młodego żółwiona, jednak zbyt słaby, by powalić dorosłego gigantycznego gada.
- Chrząszcze nosomiotne – przybierają kształt kwiatu, by zwabić ptaki, którymi się żywią. Potomkowie oleicowatych.
- Fantom oceaniczny – olbrzymia meduza, potomek żeglarza portugalskiego. Potrafi osiągnąć długość nawet 10 metrów. Tak naprawdę jest to gigantyczna kolonia mniejszych organizmów. Każde z nich pełni inną funkcję w kolonii. Jedne tworzą „żagle”, inne tworzą „pływaki”, a jeszcze inne specjalne odnóża za pomocą których łapie pokarm, czyli małe zwierzęta oceaniczne.
- Karaluchojad – tropikalny ptak wielkości wróbla, potomek albatrosa.
- Nosomiot – ptak żywiący się nektarem, potomek fulmara, broniący się w taki sam sposób jak on, który polega na wystrzeleniu gorącej cieczy ze specjalnej narośli na dziobie.
- Pająk srebrzysty – olbrzymi, żyjący w koloniach pająk, osiąga rozmiary nawet piłki nożnej, żyje w symbiozie z płoszkami. Zamiast owadów łapie nasiona traw drzewiastych, które gromadzi dla płoszek. Kiedy płoszki są odpowiednio utuczone, są zabijane i pożerane. Żyje w systemie kastowym – największym osobnikiem w kolonii jest królowa.
- Patykonóg bojownik – potomek współczesnej kikutnicy, żywiący się resztkami pożywienia fantomów oceanicznych.
- Płoszka – ostatni ssak na świecie, potomek współczesnych gryzoni. Jej głównym pożywieniem są nasiona traw drzewiastych.
- Podstępnik – olbrzymia, elektryczna ryba, potomek suma elektrycznego, poluje na bagnice. Wykształciły się u niego specjalne „generatory” prądu elektrycznego, za pomocą których emituje falę elektryczności, która zabija jego ofiary.
- Sokołówka – olbrzymia, drapieżna osa mająca długość nawet 15 centymetrów, polująca na ptaki.
- Ślizgacz rafowy – ślimak morski, odżywiający się meduzami. Wykształciły się u niego 6 płetw które są umieszczone po bokach, dzięki czemu potrafi pływać. Oddycha za pomocą włóknistych skrzeli umieszczonych na końcu ciała, przez co przypominają ogon.
- Wiatrogon – olbrzymi ptak, posiadający cztery skrzydła, których rozpiętość potrafi osiągnąć nawet 15 metrów, potomek żurawia, żywi się pająkami srebrzystymi, które wychwytuje z ich sieci.
- Żółwion – olbrzymi 120-tonowy żółw, największe zwierzę w dziejach Ziemi.

### Rośliny
- Trawy drzewiaste (przodkami tych roślin były bambusy)

## Za 200 milionów lat
W ostatnim okresie wszystkie kontynenty połączyły się w jeden kontynent – Pangea II, który jest otoczony przez Wszechocean. Większość kontynentu pokryta jest pustynią, na zachodnim jego krańcu rozwija się las. Na Ziemi nie ma już ssaków, gadów, ptaków i płazów, wszystkie one wyginęły. Miejsce ptaków zajęły ryby, natomiast wolne nisze lądowe opuszczone przez ssaki zajęły kałamarnice.

### Zwierzęta
- Trzmielochrząszcz – szybko latający chrząszcz, szuka padliny rybolotów w celach rozrodczych. Jego ciało pokryte jest włoskami czuciowymi, które umożliwiają wychwytywanie zapachów z otoczenia i w przeciwieństwie do dużych czułków nie utrudniają lotów. Z tyłu ciała przechowuje zapas tłuszczu. Ginie zaraz po wydaleniu do padliny swoich larw.
- Grabarz – larwa trzmielożuka, żyje w padlinie rybolotów oceanicznych.
- Kalmagibony – kałamarnice żyjące na drzewach. Są one zwinne i bardzo inteligentne – potrafią przechytrzyć nawet megakałamarnicę. Żyją w niewielkich grupkach. Tworzą złożone związki społeczne – kiedy jedno z młodych jest atakowane przez megakałamarnicę, reszta stada obrzuca ją owocami w celu zdezorientowania i odbiera młode. Mogą one ewoluować w kierunku formy inteligentnej, która stworzy cywilizację.
- Kałamarnica tęczowa – wodna kałamarnica, która opanowała do perfekcji sztukę kamuflażu. Osiąga do 40 metrów długości. Przyjmując wzory przypominające plankton, wabi ryboloty oceaniczne, które później pożera. W celu opanownaia techniku kamuflażu jej mózg bardzo się rozwinął, co daje jej sporą inteligencję. Samce wabią samice przyjmując różnokolorowe wzory.
- Megakalmar – żyjąca na lądzie kałamarnica rozmiarów słonia. Po wymarciu dużych ssaków zajęła ich niszę ekologiczną. To wszystkożerne zwierzę posiada narośl na muszli, umożliwiającą wydawanie dźwięków. Podczas gdy pierwsza para macek zachowała u niej pierwotną funkcję, pozostałe pełnią funkcję kończyn krocznych. Podczas poruszania się jedną ich parę zawsze cofa. Megakałamarnica bywa wykorzystywana przez śluzowca wysyska w celu rozpowszechniania się.
- Robak ogrodnik – wieloszczet posiadający wyrostki, które zawierają chloroplasty i przeprowadzają proces fotosyntezy, większą część czasu spędza w wypełnionych wodą jaskiniach.
- Płazińce jaskiniowe – płaziniec żyjący w jaskiniach wodnych, żywi się bakteriami.
- Rybolot leśny – ptakopodobna ryba żyjąca w lesie, posiadająca skrzydła, dziób oraz umiejętność latania, potomek ryby latającej.
- Rybolot oceaniczny – inny typ rybolota, żyjący w oceanie, potomek dorsza.
- Srebropław – skorupiak wielkości ryby, potomek skorupiaków.
- Ślimoskoczek – pustynny ślimak rozmiarów królika. Potrafi on skakać – technikę tę opanowały już niektóre współczesne ślimaki wodne. Umożliwia ona pokonywanie dużych odległości bez utraty śluzu, składającego się głównie z wody. Dzień spędza zakopany w piasku, a uaktywnia się dopiero w nocy. Ten mięczak odżywia się roślinami i jest traktowany jako źródło pokarmu przez butlę cmentarnikową.
- Śluzopełzacz – potomek dzisiejszych śluzowców, poluje na ryboloty leśne. W celu rozpowszechniania się przyjmuje postać grzyba, który jest pożerany przez megakałamarnicę. Później śluzowce przenikają do jej mózgu i nakazują emulację dźwięków, podczas której wydostają się na zewnątrz.
- Rekinopaty – potomkowie współczesnych rekinów, prowadzą stadny tryb życia, porozumiewają się za pomocą sygnałów świetlnych.
- Terabity – kolonijne termity, żyjące w systemie kastowym.
- Wstęgowiec – drapieżny wieloszczet, poluje na płazińce jaskiniowe i ogrodowce.

### Rośliny
- Butla cmentarniczka – roślina posiadająca liście w kształcie rybolota oceanicznego, wabi w ten sposób trzmielochrząszcza, którego wykorzystuje do rozsiewania swoich nasion.

## Lista odcinków
Kolejność odcinków, ułożona według polskiej wersji językowej filmu.

### Powrót epoki lodowcowej
- Tytuł oryginalny: Return of the Ice
- Czas: za 5 mln lat, Europa.

Zwierzęta pojawiające się w odcinku:
- śnieżne tropiciele
- głuptaki wielorybie
- świszczury
- motyl („zagrany” przez prawdziwego owada)
- trzmiel („zagrany” przez prawdziwego owada)

Minęło 10 000 lat. Ziemię znów nawiedziła epoka lodowcowa. Na obszarze dzisiejszego Paryża walkę o życie toczą świszczury prześladowane przez śnieżne tropiciele, natomiast u wybrzeży Atlantyku wylegują się głuptaki wielorybie.

### Zaginione morze
- Tytuł oryginalny: The Vanished Sea
- Czas: za 5 mln lat, teren byłego Morza Śródziemnego.

Zwierzęta pojawiające się w odcinku:
- kuna skalna
- kryptony
- muchówki („zagrane” przez prawdziwe zwierzęta)
- skroby

### Prerie Amazonii
- Tytuł oryginalny: Prairies of Amazonia
- Czas: za 5 mln lat, Amazonia.

Zwierzęta pojawiające się w odcinku:
- grzechoszczur preriowy
- karakile
- pawiakari
- ryby („zagrane” przez prawdziwe zwierzęta)

### Zimna pustynia Kansas
- Tytuł oryginalny: Cold Kansas Desert
- Czas: za 5 mln lat, Kansas.

Zwierzęta pojawiające się w odcinku:
- grzechoszczury pustynne
- spinki
- kosy śmierci

### Mokradła
- Tytuł oryginalny: Waterland
- Czas: za 100 mln lat, Indie

Zwierzęta pojawiające się w odcinku:
- bagnice
- podstępnik
- żółwiony

### Wodny świat
- Tytuł oryginalny: Flooded World
- Czas: za 100 mln lat, Rosja

Zwierzęta pojawiające się w odcinku:
- fantom oceaniczny
- patykonóg bojownik
- ślizgacz rafowy

### Tropikalna Antarktyda
- Tytuł oryginalny: Tropical Antarctica
- Czas: za 100 mln lat, Antarktyda

Zwierzęta pojawiające się w odcinku:
- chrząszcze
- karaluchojad
- nosomiot
- sokołówka
- niezidentyfikowany ptak, podobny do nosomiota
- muchówka („zagrana” przez prawdziwe zwierzę)

### Wielka wyżyna
- Tytuł oryginalny: The Great Plateau
- Czas: za 100 mln lat, Australia, wschodnia Rosja, Alaska

Zwierzęta pojawiające się w odcinku:
- pająki srebrzyste
- płoszka
- wiatrogony

Rośliny pojawiające się w odcinku:
- trawy drzewiaste

### Bezkresna pustynia
- Tytuł oryginalny: The Endless Desert
- Czas: za 200 mln lat

Zwierzęta pojawiające się w odcinku:
- ogrodniki
- płazińce jaskiniowe
- terabity
- wstęgowiec

### Wszechocean
- Tytuł oryginalny: The Global Ocean
- Czas: za 200 mln lat

Zwierzęta pojawiające się w odcinku:
- kałamarnica tęczowa
- rybolot oceaniczny
- srebropław
- taranowce

### Pustynne cmentarzysko
- Tytuł oryginalny: Graveyard Desert
- Czas: za 200 mln lat

Zwierzęta pojawiające się w odcinku:
- trzmielochrząszcz
- grabarz
- ślimoskoczek

Rośliny pojawiające się w odcinku:
- butla cmentarniczka

### Wieloramienny las
- Tytuł oryginalny: The Tentacled Forest
- Czas: za 200 mln lat

Zwierzęta pojawiające się w odcinku:
- kalmagibony
- megakalmar
- rybolot leśny
- śluzopełzacz

### Powrót do przyszłości
- Tytuł oryginalny: Welcome To The Future

W wersji oryginalnej jest to odcinek wstępny, natomiast w polskiej wersji jest to odcinek podsumowujący cały film.